# Mandana Knopf
Mandana Catharina Knopf (* 25. Juni 1992 in Köln) ist eine deutsche Fußballspielerin. Die Stürmerin spielt für den 1. FC Köln.

## Karriere
Knopf begann ihre fußballerische Laufbahn beim SC Schwarz-Weiß Köln. Danach wechselte sie in die Jugendabteilung vom SC Fortuna Köln, für den sie ab 2008 zwei Jahre in der Regionalliga spielte. Zur Saison 2010/11 wechselte Knopf zu Bayer 04 Leverkusen, wo sie zunächst der Regionalligamannschaft angehörte. Am 2. Oktober 2011 gab sie beim 2:0-Auswärtssieg gegen den Hamburger SV ihr Bundesligadebüt, als sie in der 80. Minute für Turid Knaak in die Partie kam.
Nachdem weiteren sieben Erstligaeinsätzen für Leverkusen wechselte Knopf im Februar 2012 zum 1. FC Köln in die 2. Bundesliga Süd, für den sie allerdings erst ab der Saison 2012/13 spielberechtigt war. In Köln avancierte sie sofort zur Stammspielerin und erzielte in ihrer ersten Saison in 20 Partien acht Tore. Den Erstligaaufstieg verpasste sie mit der Mannschaft als Zweite hinter der TSG 1899 Hoffenheim nur knapp. Nach einer weiteren Vizemeisterschaft 2013/14 gelang ihr 2014/15 als ungeschlagener Meister der 2. Bundesliga Süd der Aufstieg in die Bundesliga.

## Erfolge
- Meister 2. Bundesliga Süd 2014/15 und Aufstieg in die Bundesliga mit dem 1. FC Köln